# Антонов Григорій Якович
Антонов Григорій Якович (9 жовтня 1893, село Бирюча Балка Астраханської губернії, Російська імперія — 8 серпня 1943, Грайворон, РРФСР, СРСР) — радянський воєначальник, генерал-майор танкових військ (1940). Загинув під час Курської битви.

## Біографія
Народився в селі Бирюча Балка Астраханської губернії (нині село знаходиться під водою Волгоградського водосховища) в селянській родині. У 1903 році сім'я Антонових переїхала в Кронштадт, там же Григорій Антонов закінчив Кронштадтську портову школу (1908) і двокласне училище (1912).
Під час Першої світової війни був мобілізований до війська. Закінчив 1-шу Петергофську школу прапорщиків. Служив прапорщиком в запасному полку, участі в бойових діях не брав.
Після Жовтневого перевороту 1917 року працював на керівних посадах в радянській владі. Був комісаром у Торопці і начальником земельного управління в Астрахані.
У Червоній Армії з 1918 року. Учасник громадянської війни в Росії, завідував польовою хлібопекарнею, командував вартовою ротою. Після війни до 1925 року працював у Царицинському губернському військовому комісаріаті. Із 1926 року — командир батальйону.
У танкових військах служив з 1930 року. Закінчив Ленінградські бронетанкові курси, командував танковим батальйоном, був помічником командира танкового полку.
У 1938—1941 роках — начальник бронетанкових військ Середньоазійського військового округу.

### Німецько-радянська війна
Учасник німецько-радянської війни з жовтня 1941 року. У жовтні 1941 — березні 1942 року — начальник автобронетанкового управління Західного фронту. Із березня по жовтень 1942 року — на лікуванні в госпіталі. Із жовтня 1942 по червень 1943 року — начальник автобронетанкового управління Далекосхідного фронту. Із 7 червня 1943 року — заступник командира 4-го гвардійського танкового корпусу Воронезького фронту.
Під час Курської битви Антонов керував захопленням міста Грайворон. Німецькі війська нанесли потужний контрудар, але танкісти Антонова змогли прорватися в місто. В ході бою Антонов загинув і був похований у Грайвороні.

## Військові звання
- Майор (1936)
- Полковник (1938)
- Генерал-майор танкових військ (1940)

## Нагороди
- Орден Вітчизняної війни 1-го ступеня (1965, посмертно)
- Медаль «XX років РСЧА»